# Дизайнерська фантастика
Дизайнерська фантастика — практика дизайну, спрямована на дослідження та критику можливого майбутнього шляхом створення футуристичних і часто провокаційних сценаріїв, оповіданих через розроблені артефакти. Це спосіб сприяти та стимулювати дебати, як пояснює футуролог Скотт Сміт: «… дизайнерська фантастика як комунікаційний та соціальний об'єкт створює взаємодії та діалоги навколо майбутнього, якого раніше не було. Це допомагає зробити його достатньо реальним для людей, які ви можна вести змістовну розмову».
Надихаючи нові уявлення про майбутнє, дизайнерська фантастика просуває перспективи інновацій, як передано власним визначенням автора Брюса Стерлінга: «дизайнерська фантастика — це навмисне використання дієгезисних прототипів, щоб призупинити недовіру щодо змін».
Відображаючи різноманітність засобів масової інформації, які використовуються для створення вигадок про дизайн, і широту концепцій, прототипованих у пов'язаних вигаданих світах, дослідники Джозеф Ліндлі та Пол Коултон пропонують визначити вигадку про дизайн як: «(1) щось, що створює світ історії, (2) прототипує щось у цьому сюжетному світі, (3) робить це для того, щоб створити дискурсивний простір», де «щось» може означати «що завгодно». Приклади засобів масової інформації, які використовуються для створення фантастичних сюжетних світів, включають фізичні прототипи, прототипи посібників користувача, цифрові програми відео, короткі оповідання,, комікси, художні краудфандингові відео, художні документальні фільми каталоги, або газети та фрагменти академічних доповідей і рефератів.

## Історія
Дизайнерська фантастика є частиною фантастичного дизайну, яка сама є родичем критичного дизайну. Хоча термін «дизайнерська фантастика» був введений Брюсом Стерлінгом у 2005 році, де він каже, що він схожий на наукову фантастику, але «має більше сенсу на сторінці», саме есе Джуліана Блікера 2009 року твердо встановило ідея. Блікер об'єднав оригінальну ідею Стерлінга та поєднав її з концепцією дієгетичного прототипу Девіда А. Кірбі та статтею, написаною впливовими дослідниками Полом Дурішем і Женев'євою Белл, які стверджували, що читання наукової фантастики разом із дослідженнями «Повсюдного комп'ютинга» проллє глибше світло на обидві області. Відтоді, як есе Блікера було опубліковано, фантастика про дизайн стає дедалі популярнішою, про що свідчить прийняття фантастики про дизайн у багатьох академічних дослідженнях.

## Характеристики
Незважаючи на те, що дизайнерська фантастика багато збігається з іншими практиками дискурсивного дизайну, такими як критичний дизайн, змагальний дизайн, інтеррогативний дизайн, дизайн для дебатів, рефлексивний дизайн, і конкурсний дизайн, можна виділити деякі його особливості.
Дизайнерська фантастика черпає натхнення зі слабких сигналів нашого повсякденного життя, таких як інновації в нових технологіях або нові культурні тенденції, і використовує екстраполяцію для створення руйнівного бачення суспільства. Покидаючи виклик статус-кво, ця практика має на меті змусити нас засумніватися в нашому поточному використанні, нормах, етиці чи цінностях, незалежно від того, чи це інновації, чи споживаємо їх на іншому кінці лінії.
Дизайнерська фантастика, як правило, стоять осторонь від маніхейських утопічних/антиутопічних зображень і радше копаються в більш неоднозначних сірих зонах досліджуваних тем. Як пояснив Фаб'єн Жірарден, співзасновник The Near Future Laboratory: «Дизайнерська фантастика не стільки „пророкує“ майбутнє. Це спосіб поглянути на майбутнє інакше; спосіб розповісти історії про альтернативи та несподівані траєкторії; спосіб обговорення іншого роду майбутнього, ніж типове роздвоєння на утопію та антиутопію».
Дизайнерська фантастика зосереджуються на повсякденному житті, досліджуючи та ставлячи під сумнів взаємодію між людьми або ЛМВ, звички, соціальну поведінку, випадкові невдачі чи ритуали. Фаб'єн Жирарден щодо цього: «На відміну від інших подібних дизайнерських підходів, ми вважаємо, що дизайнерська фантастика дещо відрізняється від критичного дизайну, який є більш абстрактним і теоретичним порівняно з нашим власним інтересом до дизайну, що відбувається поза межами галерей чи музеїв. Дизайнерська фантастика — це дослідження майбутнього повсякденності».
Інший підхід до художнього дизайну полягає в рольових іграх живої дії. Малте Ставнінг Ерслев стверджує, що дослідницький ларп Civilisation's Waiting Room, який досліджує майбутнє суспільство, кероване штучним інтелектом, є формою дизайнерської фантастики, яка використовує те, що він називає міметичним методом, який «змушує технологію з'являтися» в «глибоко втілені, ефемерні зустрічі з дійством».
У новітній поп-культурі фантастика про дизайн може бути пов'язана із серіалом про очікування «Чорне дзеркало», кожен епізод якого зображує тривожне альтернативне сьогодення чи найближче майбутнє, де персонажам доводиться мати справу з неочікуваними наслідками нових технологій.

## Методологія та процес
Дизайнерська фантастика — це відкрита практика, що розвивається, демонструючи різноманітні підходи від дизайнерів і студій. Однак можна провести деякі спільні лінії:
- «А якщо?» запитання

Дизайнерська фантастика часто спирається на запитання: «А якщо?», створюючи провокаційну основу для фантазування із самого початку. Цей формат запитань стимулює дослідження напруженості та суперечок, що веде до побудови нового вигаданого всесвіту в альтернативному сьогоденні чи найближчому майбутньому, який включає новий набір моралі та цінностей: «Нова норма».
- Дієгетичні прототипи

Умоглядний сценарій і вигаданий світ, у якому він відбувається, стають відчутними завдяки інструментам і методам проектування, щоб створити те, що Девід А. Кірбі першим назвав «дієгетичними прототипами». Термін «дієгетика» означає їхній наративний атрибут, створений для пояснення світу, з якого вони походять. Водночас вони навмисно залишають наративні простори для уяви глядача: вони «розповідають світи, а не історії». Як пояснює Джуліан Блікер: «Об'єкти фантастики дизайну — це тотеми, за допомогою яких можна розповісти, уявити чи виразити більшу історію. Вони схожі на артефакти з іншого місця, що розповідають історії про інші світи».
Ці прототипи є ефективними точками входу до складних тем, які є предметом соціально-технологічних суперечок, таких як цифрові технології, інтернет речей, повсюдне обчислення, біотехнології, синтетична біологія, трансгуманізм, штучний інтелект, дані або алгоритми. Вони «допомагають зробити речі достатньо інтуїційними та реальними, щоб перейти до обговорень і ухвалити рішення».
- Генерація дискусій і дебатів

Дизайнерська фантастика призначена для демонстрації, щоб створити простір для дискусій і дебатів. Вони можуть бути представлені в різних контекстах залежно від цільової аудиторії: онлайн-платформи відео, соціальні мережі, спеціальні веб-сайти,… — або офлайн — галереї чи музеї, зручні магазини, форуми, … — розкриття чи ні їх вигаданої природи. У 2013 році проект 99¢ FUTURES, керований студією Extrapolation Factory, показав, що спровоковані дискусії та дебати можуть успішно відбуватися в неінституційних місцях, таких як зручний магазин: вони розмістили артефакти — раніше уявлені та задумані під час майстерні — серед «реальних» предметів поточного споживання. Клієнти, що проходили повз, почали обговорювати ці ф'ючерси, навіть купуючи той, який їм найбільше сподобався, за кілька доларів.

## Область застосування
- Вироблення державної політики

Дизайнерська фантастика — це корисний інструмент, який використовується для обговорення та просування процесів формування державної політики. У 2015 році ProtoPolicy, проєкт спільного дизайну під керівництвом студії Design Friction, All-Party Parliamentary Design and Innovation Group (APDIG) і Age UK, був спрямований на формування спільного розуміння обмежень і можливостей політичних проблем навколо старіння на місці та самотність через дизайнерські вигадки. Серія творчих семінарів за участю спільнот людей похилого віку призвела до створення концепції «Soulaje», провокаційного одягу для евтаназії, призначеного для початку дискусії навколо табуйованих питань смерті та свободи вибору. У другому сценарії йшлося про «терапевта розумного дому», нового типу терапевта, який за допомогою людської психології та досвіду штучного інтелекту полегшує та покращує стосунки людей похилого віку з їхніми розумними будинками та полегшує їм доступ до персоналізованих домашніх продуктів і послуг.
- Інноваційні компанії

Дизайнерська фантастика може бути потужним інструментом для компаній, які демонструють перспективні підходи чи інтереси в галузях, що змінюються або розвиваються. Його можна використовувати для надихання на нові уявлення про майбутнє, збору ідей і якісних даних, які допоможуть сформулювати стратегічні напрямки та рішення, передбачати ризики, соціальні та культурні перешкоди, сприяти обговоренню між зацікавленими сторонами, залучати внутрішні команди та зовнішню аудиторію до майбутніх орієнтацій, виявляючи несподівані відгуки, суперечки, неправильне використання, незаконне привласнення або повторне присвоєння нових технологій і підкреслюючи їхній різноманітний вплив на потенційних користувачів і, ширше кажучи, на суспільство.
Лабораторія найближчого майбутнього про свій підхід до компаній із використанням фантастики дизайну: «Дизайнерська фантастика є одним із підходів серед інших, але її внесок зосереджений на найближчому майбутньому та є відчутним. Наприклад, замість участі в семінарах міждисциплінарних експертів із PowerPoint, наповненим ідеї для технології, ми пропонуємо створити посібник користувача для передбачуваного продукту або створити відео, яке демонструє, як працівник використовує технології з їх функціями та обмеженнями. Ці артефакти призначені для матеріалізації змін, можливостей і наслідків у використанні технологій Вони особливо вказують на деталі в ситуаціях використання з метою уникнення „загальної дискусії“…. Для наших клієнтів успішна дизайнерська фантастика означає, що вони можуть відчути, доторкнутися та зрозуміти можливості найближчого майбутнього та з переконливим матеріалом про потенційні зміни своїх клієнтів, ринків, технологій чи конкуренції».
- Громадськість

Дизайнерська фантастика стає ближчою до активізму, коли йдеться про підвищення обізнаності широкої громадськості щодо нових соціальних, правових, політичних чи економічних питань. Oniria — це проект, розроблений студією A Parede у 2016 році у відповідь на Закон про ненароджених, бразильський законодавчий проект, який регулює початок життя на етапі запліднення яйцеклітини, таким чином забороняючи таблетку після ранку в країні, де вже є аборти. незаконні за більшості обставин. Для критики дизайнери уявили сценарій, за яким компанія запускає технологію контрацепції відповідно до цього нового заходу. Людям було запропоновано поділитися власним баченням через різні соціальні медіа-платформи щодо того, як це вплине на їх життя та як вони зв'яжуться з цим новим пристроєм у повсякденному житті.

## Публікації
- The Manual of Design Fiction by Julian Bleecker, Nick Foster, Fabien Girardin, and Nicolas Nova, 2022
- Speculative Everything: Design, Fiction and Social Dreaming by Dunne and Raby, MIT Press, 2013
- 2050: «Designing our Tomorrow», Architectural Design, Volume 85, Issue 4, July/August 2015. Edited by Chris Luebkeman with contributions from Tim Maughan, Dan Hill, Liam Young, Mitchell Joachim, et al.
- Ecotopia 2121: Visions of Our Future Green Utopia--in 100 Cities, written and illustrated by Alan Marshall, ISBN 978-1-62872-600-8, an outcome of the Ecotopia 2121 Project
- «Design Fiction», A short essay on design, science fact and fiction by Julian Bleecker, 2009
- Little Book of Design Fiction for the Internet of Things by Paul Coulton, Joe lindley, and Rachel Cooper, 2018